# ボーイ・バンド
ボーイ・バンド（英: boy band, boyband）は、主に10代から20代の若い男性歌手で構成されるダンス・ヴォーカル・グループを指すが、その定義は緩く、楽器を演奏する場合もある。
バンドはメンバー独自に結成される場合もあれば、レコード・プロデューサーやオーディションによって作られる場合もある。

## 歴史

### 1960年代: ザ・オズモンズ、ジャクソン5、ザ・ビートルズそしてモンキーズ

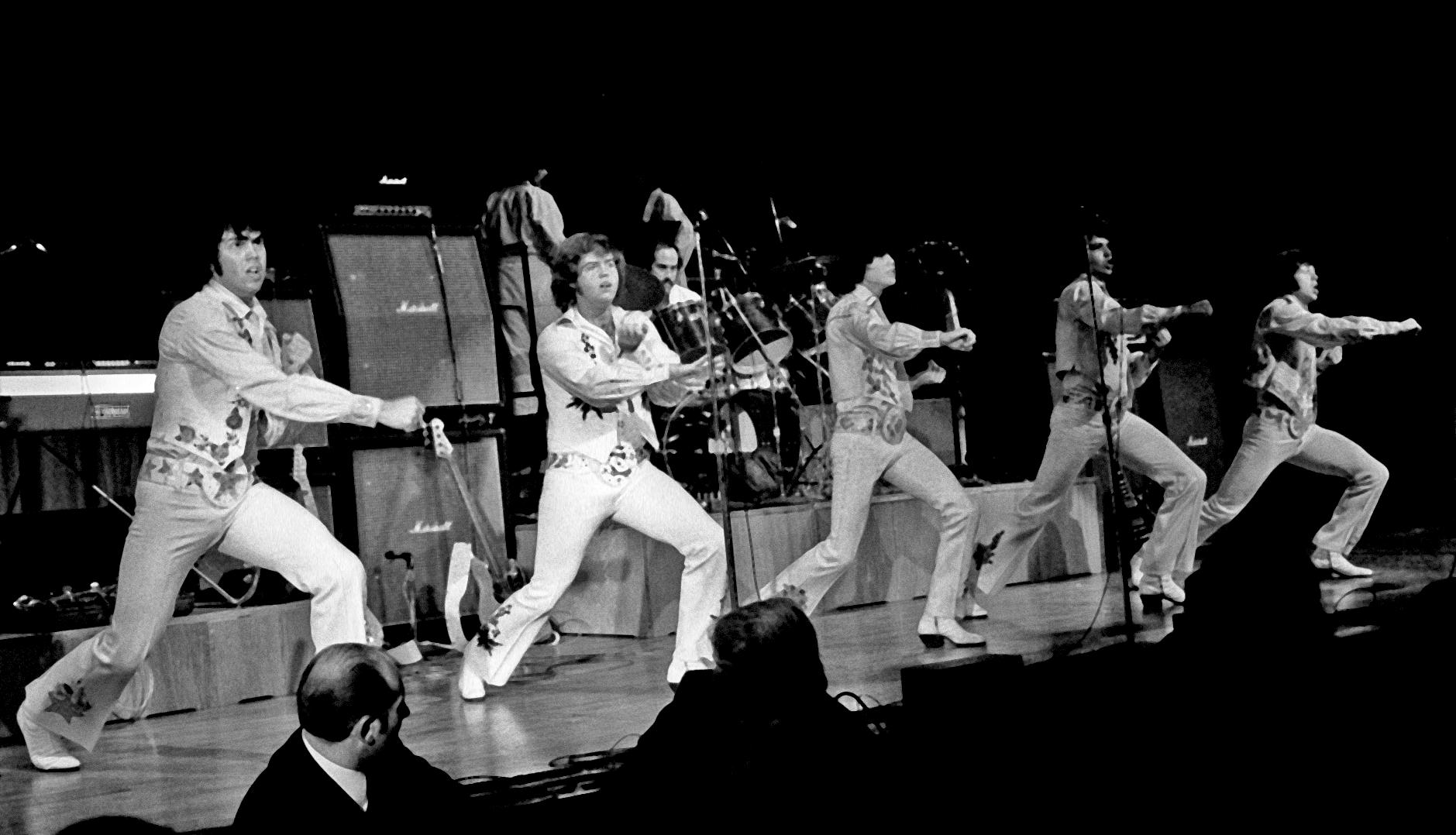
ザ・オズモンズ

ボーイ・バンドというジャンルで最も初期のグループはザ・オズモンズ、ジャクソン5やモンキーズであり、彼らがボーイ・バンドの雛形を作り出した。モンキーズは音楽活動のためにそれぞれの個性を持ったメンバーが集まったバンドであったのに対して、ジャクソン5は本当の家族で構成されていた。例えば、彼らの音楽はソウルミュージックから密集和声を、キャッチーなポップの旋律をモータウンやスプリームスの演奏から採用した。他の種類のバンドではステージの前に立つ一人だけが歌って他のメンバーが楽器を演奏するのとは対照的に、全メンバーが歌い、それがボーイ・バンド共通の慣例となった。それでもジャクソン5における中心人物はリード・ヴォーカルのマイケル・ジャクソン一人であった。
ボーイ・バンドではないが、ビートルズはその音楽やルックスで若い少女たちから人気を集めるという現在に続くボーイ・バンドの売り方の雛形にもなった。映画『ビートルズがやって来るヤァ!ヤァ!ヤァ! 』やノベルティ・グッズを作成するという宣伝方法は、恐らくボーイ・バンドにとって最初の大規模な市場調査だった。これはジャクソン5やモンキーズといったボーイ・バンドにとってもプロトタイプになった。ビートルズは楽器を扱うロック・バンドとしての側面も持ち、同様の後進ボーイ・バンド達に間接的な影響を与えた。

### 1970年代と1980年代: メヌード、ニュー・エディション、そしてニュー・キッズ・オン・ザ・ブロック
プエルトリコのボーイ・バンドメヌードは若い世代のラテン系の聴衆を対象とし、1977年に結成された。メヌードはボーイ・バンドの中では珍しい慣例を持っており、メンバーが16歳になって身長が高くなりすぎ、声が変化すると脱退させられ新しいメンバーに取って代わられた。よってメヌードのメンバーは基本的に12歳から14歳までだった。
ニュー・エディションは1978年にボストンで結成されたR&Bのグループだった。このグループは1980年代に人気の絶頂を極めた。彼らはアメリカ合衆国に於いて1980年代や1990年代に活躍したボーイ・バンドの活動の祖先だった。このグループはほとんどの楽曲をクインテットとして収録した。
1982年に結成されたノルウェーのバンドA-haは1985年にシングル『Take on Me』が全米1位になった。ノルウェーでは一発屋だと思われていたにもかかわらず、このグループはその後も世界中で売れて長期間に渡って成功を継続させた。
ブロス(「兄弟」という単語"brothers"を短くしたもの)は1980年代と1990年代に活躍したボーイ・バンドで、クレイグ・ローガンと共に双子の兄弟マット・ゴスとルーク・ゴスの三人で構成されていた。1986年に結成され、彼らは1987年から1989年までの間に多くのトップ10ヒットを生んだ。イギリスでブロスは1988年発売のアルバム『プッシュ (ブロスのアルバム)』がプラチナディスクとなった、このアルバムは今でもイギリスで最も成功したボーイ・バンドのアルバムの一つに数えられる。その他に1980年代後半にイギリスで成功したボーイ・バンドは、ストック・エイトキン・ウォーターマンが手掛けたビッグ・ファン、そしてブラザー・ビヨンドだった。
1990年代までボーイ・バンドという言い方は使われてさえもいなかったが、ボストンのグループニュー・エディションはしばしば1980年代のボーイ・バンドと言及される。更には1984年にはニュー・キッズ・オン・ザ・ブロックが結成、1988年から1990年代前半にかけて人気を博した。

### 1990年代: テイク・ザット、ボーイズIIメン、バックストリート・ボーイズ、イン・シンク

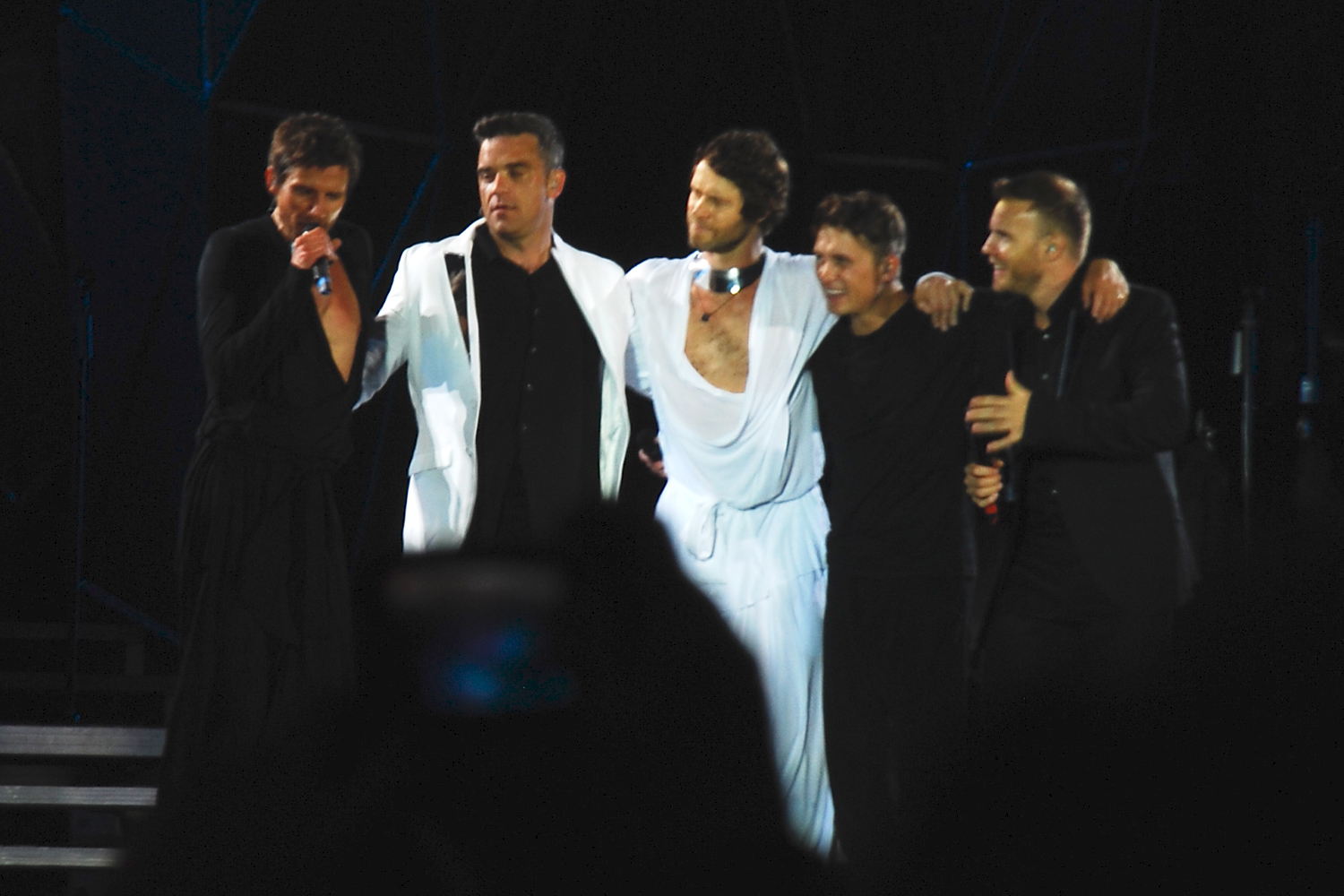
テイク・ザット（2011年）

ヨーロッパの何人かのマネージャーはニュー・キッズ・オン・ザ・ブロックに触発されて新たなボーイ・バンドを作った。テイク・ザットはイギリスで1990年結成のナイジェル・マーティン・スミスによって結成され、次に1980年代後半にブロスを成功させたトム・ワトキンズが1991年にイースト17を結成させ、テイク・ザットに対してより攻撃的な態度、スタイル、サウンドで対抗させる形でこれに続いた。
テイク・ザットは主にイギリスやヨーロッパにおいて大きな成功を収めた。彼らにとって最初に1位になった1993年発売のシングル「プレイ」と1996年発売の解散前最後のシングルの間、一作を除き全てがシングルチャート1位を記録。それ以来、テイク・ザットはイギリスの音楽チャート史とポップ・グループの歴史の中から見ても最も成功したグループの一つとなった。1995年には「バック・フォー・グッド」が全米7位、カナダで1位を記録するなどそのヒットの波を北米にも繋げた。
アイルランド人の音楽マネージャールイ・ウォルシュは「アイルランド版のテイク・ザット」の広告を打ち、これによって1993年にボーイゾーンを結成させた。1993年結成のレット・ルーズ、1995年結成のMN8や911、そして1996年に結成されたダメージも同様にイギリスで成功を収めたボーイ・バンドであった。しかしながら、1990年代後半にはこれら全てのバンドは彼らのコースを走りきり解散した。
ブリットポップの出現とインディー・ロックの商業的進出によって、多くのボーイ・バンドはイギリスの音楽ジャーナリズムによってアーティストとして見られず、嘲られるようになった。メディアの注目は絶頂期を迎えたオアシスとブラーの対決にみられるようなブリットポップの闘いに向けられた。しかしながらプロデューサーのサイモン・コーウェル(アメリカ合衆国ではアメリカン・アイドルやXファクターでの出演で知られる)によって1997年結成の5ive、アイルランド人ルイ・ウォルシュによってボーイゾーンの代わりとして1998年に結成されウエストライフなどといった新たなバンドが誕生し、これらは90年代後半に於いても成功を収めた。
2012年、オフィシャル・チャート・カンパニーはテイク・ザットが英国の音楽チャート史で最も大きい売り上げを記録したアーティストのシングルのリストの中で第15位に入り、これはボーイ・バンドの中で最も高い売り上げ（900万枚）でもあった。そして、ボーイゾーンが29位（710万枚）、ウエストライフが34位（680万枚）とそれぞれテイク・ザットに続いたと発表した。
サイモン・コーウェルはテイク・ザットやバステッドを騙して契約書にサインさせたことで不評も買った。

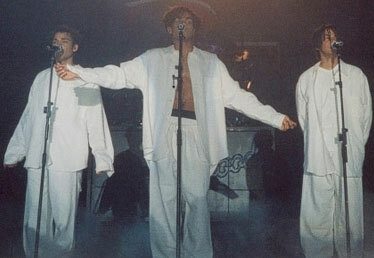
3T

アメリカ人でありティト・ジャクソンの息子達でジャクソン5のメンバーである3Tは1990年代半ばに幾つかのヨーロッパの国でヒットしたシングルを持っていて、彼らの母国アメリカでは限定的な成功だったにもかかわらず、ヨーロッパでは1996年、スパイス・ガールズに続いて二番目に多い売り上げを記録した。
この時期の北米ではほとんどのボーイ・バンドは1993年に結成されたオール・フォー・ワンや1998年に結成されたボーイズIIメンの様にアフリカ系アメリカ人でR&Bやゴスペル音楽をやっているものが多かった。ボーイズIIメンはARIAチャートだけではなくBillboard Hot 100においても最も成功したボーイ・バンドの一つである。しかし彼らは年長世代の聴衆を対象としており、若者を対象とはしていなかった。そうした流れからバックストリート・ボーイズ、ナインティーエイト・ディグリーズ、イン・シンク、ザ・モファッツそしてハンソンといったグループがアメリカ合衆国で爆発的なヒットを出す1997年頃まではポップ志向のグループボーイバンドの活躍はアメリカにおいては見られず、それ以降は反対にそういったグループが全盛を迎えるようになる。
アメリカ出身の中で最も成功したボーイ・バンドのマネージャーはルー・パールマンだと言ってほぼ間違い無い。パールマンは1バックストリート・ボーイズやイン・シンク、LFO、2000年にオー・タウン、2005年にUS5を手がけて商業的な成功を収めた。バックストリート・ボーイズとイン・シンクは1990年代後半から2000年代初めにかけて二大ボーイ・バンドとなり、バックストリート・ボーイズは1億4000万枚を売り上げて全時代を通して最も売れたボーイ・バンドの一つとなった。
1995年にはボニーM やミリ・ヴァニリを手がけ成功を収めたドイツの音楽マネージャーフランク・ファリアンがラテンアメリカのバンドノー・マーシーを結成させた。

### 2000年代: ジョナス・ブラザーズ、スーパージュニア、そしてF4

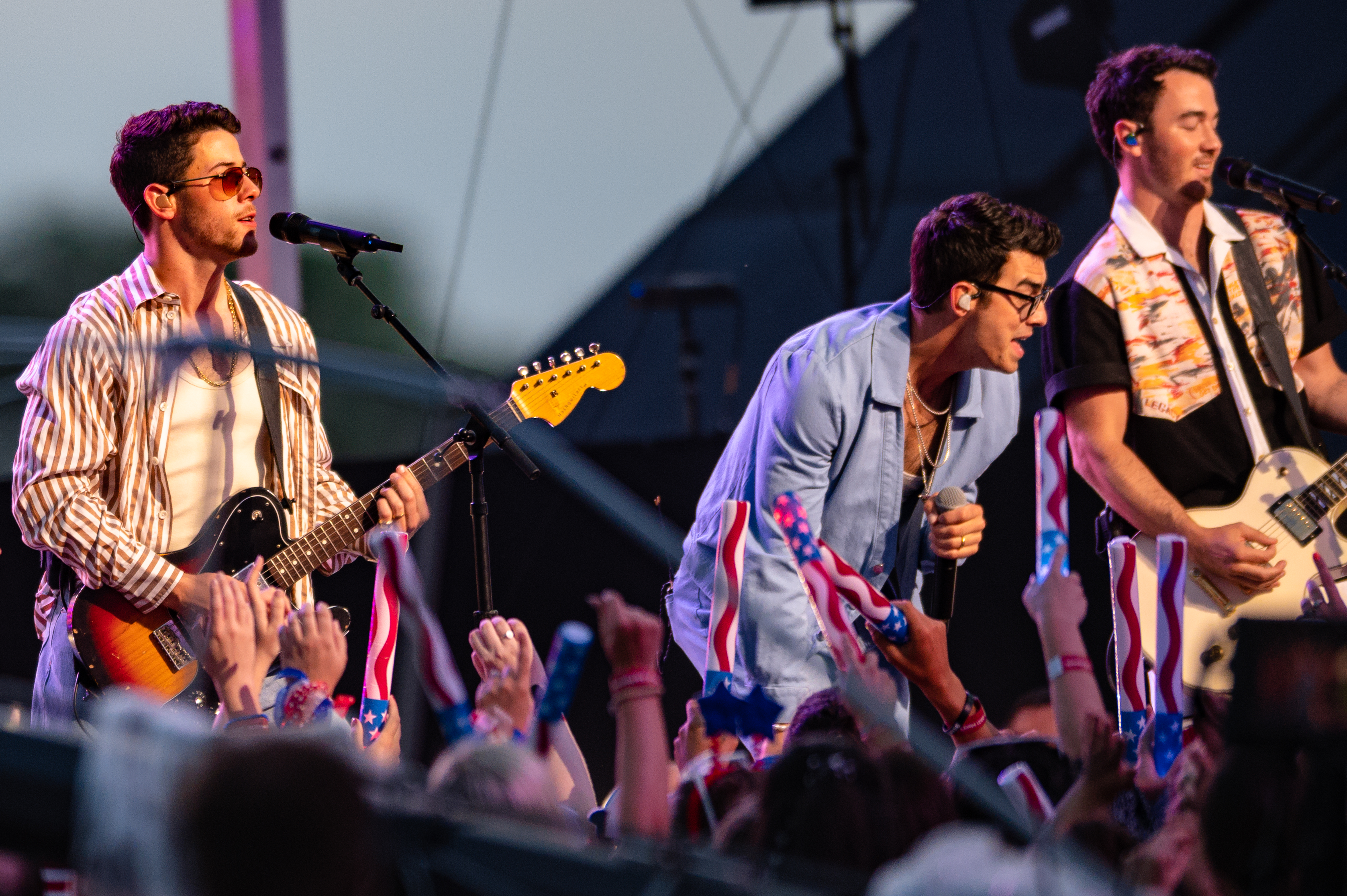
ジョナス・ブラザーズはポップ・ボーイ・バンドとして分類される（2021年撮影）

バックストリート・ボーイズやイン・シンクといったグループの継続した成功と共に、ナインティーエイト・ディグリーズ、ドリーム・ストリート、オー・タウン、A1、ブルー、そしてバステッドといった米英のグループが国内外で素早く人気を獲得した。英米だけでなくモルドバのO-Zone(今日ではNuma numaという呼ばれ方でより良く知られている)やオーヴァーグラウンドなども人気を集めた。更にアメリカのクリスチャンのボーイ・バンドプラス・ワンもこの時期に注目すべき成功を収めた。
北米大陸でのボーイ・バンド人気が頂点に達したころ、MTVは独自のパロディ・ボーイ・バンド2gether (バンド)を作った。1960年代のモンキーズのように、彼らは産業化された活動で、参加メンバーにはそれぞれに明確なキャラクターが設定された。2getherは全ての成功したボーイ・バンドに倣って5つの異なるキャラクター、つまり、悪い少年・シャイな少年・若い少年・兄貴分の少年・ときめく少年、というキャラクターをそれぞれが持っていた。2getherのメンバー全員が俳優であり、テレビドラマの為に作られたこのMTVのシリーズが終了して以来はその他のプロジェクトに参加している。
MTVのジル・カウフマンは「よりグッド・シャーロットやシンプル・プランに似ている」という「新しいボーイ・バンド」を売り出したりもしたが、2001年以来、伝統的なボーイ・バンドのポップ・チャートでの存在感は低下し始めた。
2005年にはテイク・ザットが再結成、アイドル時代を超える人気を獲得し、2010年には1995年に一時脱退していたロビー・ウィリアムズが一時復帰した。このテイク・ザットの成功によりボーイゾーンや他のUKボーイバンドの再結成ラッシュが目立った。ライター達はテイク・ザット、ボーイゾーン、そしてナインティーエイト・ディグリーズらボーイバンドの再結成の際の呼称に「マン・バンド」('man bands')という言葉を用いた。
これらに加えて、2001年、台湾のボーイ・バンドF4(2007年からはJVKVと呼ばれている)が流星花園というテレビドラマの成功の結果として急成長した。彼らの人気は中国、香港、シンガポール、マレーシア、タイ、インドネシア、日本、韓国やフィリピンを含めてアジア中に広がっている。彼らの成功と共に、5566や飛輪海といった他の多くの台湾のボーイ・バンドが同時期に台頭した。韓国では、スーパージュニアが2008年にSMエンタテインメントからSorry, Sorryというヒット曲を出して有名になった。
2000年代後半、北米大陸では、ジョナス・ブラザーズが2008年にアルバムを1週間で18万枚売り上げてアメリカン・ビルボード200で1位を記録し、ディズニー・チャンネルでのプロモーションで有名になった。JLSやマインドレス・ビヘイヴィアといった他の新しいボーイ・バンドも同様にこの時期に注目すべき成功を収めた。しかしながら彼らを除いては、北米においてボーイ・バンドは1990年代の半ばや後半には商業的な流行を収められなくなっていた。

### 2010年代: ビッグ・タイム・ラッシュ、ワン・ダイレクション、ザ・ウォンテッド、
2010年代に入っても、テイク・ザット、バックストリート・ボーイズやウエストライフといった面々は活躍を続けていた。
2010年代初期には新たに様々なボーイグループが誕生。ワン・ダイレクションは世界中で大きな成功をおさめ、ザ・ウォンテッドやビッグ・タイム・ラッシュ (バンド)といったバンドが次々に台頭。ワン・ダイレクションの大成功は世界中で新たなボーイバンドが作られるきっかけにもなった。さらにニュー・キッズ・オン・ザ・ブロックとバックストリート・ボーイズのコラボユニットNKOTBSBの結成などもあった。
東南アジアでは、東方神起、BIGBANG、SHINee、U-Kiss、2PMと2AM、そして嵐といった韓国や日本のボーイ・バンドの継続した復活と成功の結果として地元のボーイ・バンドも同様に活動を開始した。韓流の結果として登場したボーイ・バンドの一つは、国内で突出した成功を収めたインドネシアのSM*SHである。

## ボーイ・バンドという概念の重要な要素
「ボーイ・バンド」の商業的成功にとって重要だと思われるのは、グループのイメージであり、彼らの着る衣装、プロモーションの素材、そして音楽ビデオといった全ての側面を徹底的に管理することで注意深く操縦されている。ボーイ・バンドにとって重要な要因は流行である。これはボーイ・バンドがポピュラー音楽の移り変わりにおいて最新のファッションや音楽の流行に適合するかを意味する。またメンバーそれぞれに個性や役割を求められる。
大半のボーイ・バンドの楽曲はプロデューサーによって書かれ、編曲され、制作される。ボーイ・バンドは一般的に彼ら自身で楽曲を書かないし、プロデュースもしない。しかし、テイク・ザットのゲイリー・バーロウ、あるいはイースト17のトニー・モルティマーといったようにグループ内にソングライターの才能あるメンバーがいる場合はメンバーによって楽曲が作られる場合もある。5iveは実質的にすべての彼ら自身の楽曲を書いた数少ないグループの一つだった。アルバムにのみ収録されている曲の中で一人のメンバー、あるいは複数のメンバーによる自作曲が見付かることは珍しくはない。しかし彼らのプロデューサーはシングルとしてこういった楽曲を滅多に発売しない。テイク・ザットは再結成後、メンバー全員で曲作りを行うなどしている。ザ・ウォンテッドの様な幾つかのボーイ・バンドは楽曲を書くための練習に時間を割いている。
幾つかのボーイ・バンドはニュー・キッズ・オン・ザ・ブロックがそうだったように、演奏に於いて口パクを行ったとして攻撃を受けた。
人気を得ていたボーイ・バンドから飛び出して個人がソロのアーティストとしてより大きな成功を達成する場合がある。通常はこうした動きは潜在的な再結成までグループの終焉として受け止められる。ジャクソン5のマイケル・ジャクソン、ザ・オズモンズのダニー・オズモンド、メヌードのリッキー・マーティン、テイク・ザットのロビー・ウィリアムズ、イン・シンクのジャスティン・ティンバーレイク、ニュー・キッズ・オン・ザ・ブロックのジョーダン・ナイト、そしてボーイゾーンのローナン・キーティングが具体例である。歌手としてだけでなく、モンキーズのミッキー・ドレンツのようにテレビ番組のプロデューサーとして成功し、ロンドン・ウィークエンド・テレヴィジョンやテレヴィジョン・サウスといったITVのフランチャイズで仕事をしている。

## 音楽のジャンル
ほとんどのボーイ・バンドがリズム・アンド・ブルース、もしくはポップの要素を含んでいるが、特にカントリー・ミュージックやフォークソングといった他の音楽のジャンルも同様に見付けられる。例えば、サウス・シックスティ・ファイヴとマーシャル・ディロンは共にカントリー・ミュージックのボーイ・バンドである。2004年にサイモン・コーウェルによって作られたイル・ディーヴォは、オペラティック・ポップを幾つかの言語(主にイタリア語)で歌っている。オペラティックやクラシックのボーイ・バンドは、特にイギリスで広く知られ親しまれている。2001年以来、楽器の生演奏をするバンドからパワー・ポップやポップ・パンクとのクロスオーバーが行われるようになった。例えば、2008年に、ボーイ・バンドはしばしばポップ・パンク、ポスト・グランジやパワー・ポップ(永続的なジャンル)からの影響を受けるようになった。ここ最近では特にジ・オーヴァートーンズのように幾つかのボーイ・バンドは、彼らの元々のドゥーワップのルーツに戻ろうと決意した。

## 論争
1990年代以来、バックストリート・ボーイズやLFOは、ボーイ・バンドという呼ばれ方を嫌い、「男性ヴォーカル・グループ」(male vocal group)という呼ばれ方を好んだ。ボーイ・バンドにカテゴライズされることは、ザ・モファッツが解散した主な理由となった。ボーイ・バンドは音楽雑誌によって音楽の質よりグループの外見やマーケティングを重視していると非難される場合があった。
長い活動実績を持つバンドや再結成に成功したバンドがいるにもかかわらず、ボーイ・バンドはしばしば短命だと見られている。

## 最も売れたボーイ・バンド
否定的な評価にもかかわらず、ボーイ・バンドは世界的に数百万枚売り上げ、レコード会社にとって売り上げをもたらしている。バックストリート・ボーイズ、ジャクソン5、ニュー・キッズ・オン・ザ・ブロックといったボーイ・バンドは、全世界で最も売れているアーティストのリストにランクされている。売上総数がトップテンに入ったボーイ・バンドは次の通りである。
| 順位 | 名前                               | 国                      | 売り上げ枚数 | ジャンル                    | スタジオ・アルバム | メンバーの人数  | 活動年                                                                               |
| ---- | ---------------------------------- | ----------------------- | ------------ | --------------------------- | ------------------ | --------------- | ------------------------------------------------------------------------------------ |
| 1    | バックストリート・ボーイズ         | アメリカ合衆国          | 1億4000万枚+ | ポップ・ミュージック        | 10枚               | 5人 → 4人 → 5人 | 1993年–現在 (28 years)                                                               |
| 2    | ジャクソン5                        | アメリカ合衆国          | 1億枚+       | ポップ・ミュージック/ロック | 18枚               | 5人 → 6人 → 4人 | 1964年–1990年, 2001年, 2012年-2013年 (29 years)                                      |
| 3    | ニュー・キッズ・オン・ザ・ブロック | アメリカ合衆国          | 8000万枚+    | ポップ・ミュージック        | 7枚                | 5人 → 4人 → 5人 | 1984年–1994年, 2008年–現在 (15 years)                                                |
| 4    | ザ・オズモンズ                     | アメリカ合衆国          | 7700万枚     | ポップ・ミュージック/ロック | 22枚               | 7人             | 1958年–1980年 (22 years)                                                             |
| 5    | ベイ・シティ・ローラーズ           | イギリス                | 7000万枚+    | ポップ・ミュージック/ロック | 16枚               | 5人             | 1966年–1981年 (15 years)                                                             |
| 6    | モンキーズ                         | アメリカ合衆国/イギリス | 6500万枚+    | ポップ・ミュージック/ロック | 11枚               | 4人             | 1966年–1971年, 1986年–1989年, 1993年–1997年, 2001年–2002年, 2010年–2012年 (15 years) |
| 7    | ボーイズIIメン                     | アメリカ合衆国          | 6000万枚+    | リズム・アンド・ブルース    | 11枚               | 5人→ 4人 → 3人  | 1988年–現在 (25 years)                                                               |
| 8    | イン・シンク                       | アメリカ合衆国          | 5500万枚+    | ポップ・ミュージック        | 4枚                | 5人             | 1995年–2002年 (7 years)                                                              |
| 9    | ウエストライフ                     | アイルランド            | 5000万枚+    | ポップ・ミュージック        | 10枚               | 5人 → 4人       | 1998年–2012年, 2018年-現在 (18 years)                                                |
| 10   | テイク・ザット                     | イギリス                | 4500万枚+    | ポップ・ミュージック/ロック | 6枚                | 5人 → 4人 → 5人 | 1990年–1996年, 2005年–現在 (14 years)                                                |